# Бдительный (эсминец, 1948)
«Бдительный» — советский эскадренный миноносец  проекта 30-бис Черноморского флота. С 17 декабря 1960 года — ЦЛ-83; с 20 сентября 1967 года — ПКЗ-118.

## История строительства
Зачислен в списки ВМФ СССР 3 декабря 1947 года. Заложен на судостроительном заводе № 445 в Николаеве 10 июня 1948 года (строительный № 1101), спущен на воду 30 декабря. Корабль принят флотом 25 октября 1949 года. 5 февраля 1950 года на «Бдительном» был поднят советский военно-морской флаг, тогда же эсминец вступил в состав Советского Военно-Морского Флота. 

## Служба
С 5 февраля 1950 года «Бдительный» входил в состав Эскадры Черноморского флота. 29 марта 1953 года приказом Военно-Морского Министра СССР в составе эскадры Черноморского флота была сформирована 150-я бригада эскадренных миноносцев. В её первоначальный состав вошли эскадренные миноносцы «Бессменный», «Безукоризненный», «Бдительный», «Безудержный» и «Бесшумный». 
22 ноября 1960 года эсминец был выведен из боевого состава ВМФ, разоружён и переклассифицирован в корабль-цель ЦЛ-83; 10 августа 1967 года переформирован в плавказарму ПКЗ-118. 12 октября 1968 года корабль был исключён из списков судов ВМФ и впоследствии разделан на металл.

## Командиры
- капитан 2-го ранга Федор Федорович Трубин,

старший помощник 
- капитан-лейтенант Солдатов Николай Данилович